# カルメン・チャップリン
カルメン・チャップリン（英: Carmen Chaplin, 1972年11月7日）は、イングランド出身の女優。祖父は世界的な喜劇俳優、チャールズ・チャップリン。

## 出演作品

### 映画
- THE JOYUREI 女優霊
- アムステルダム 恋の旅
- グッドボーイズ（ウルスラ）
- 悪魔のくちづけ（テア）
- 私の好きな季節
- ピラミッドの逆襲